# Hyainailouridae
Hyainailouridés
Famille
Sous-familles de rang inférieur
- † Hyainailourinae Pilgrim, 1932
- † Apterodontinae (Szalay, 1967)

Les Hyainailouridae (Hyainailouridés en français) forment une famille fossile de mammifères carnivores de l'ordre des Creodonta et du clade des Hyaenodonta.

## Classification
La famille des Hyainailouridae est décrite en 2015 par Floréal Solé et al. .

## Présentation
Ils ont vécu en Afrique, en Eurasie et en Amérique du Nord au cours du Cénozoïque depuis le Paléocène supérieur (Sélandien) jusqu'au Miocène moyen (Serravallien), soit il y a environ entre 61,6 et 11,63 millions d'années.
Leur radiation évolutive a été dominante en Afrique, dont ils sont très vraisemblablement originaires, tandis que la famille proche des Hyaenodontidae a dominé en Eurasie et en Amérique du Nord. 

## Description

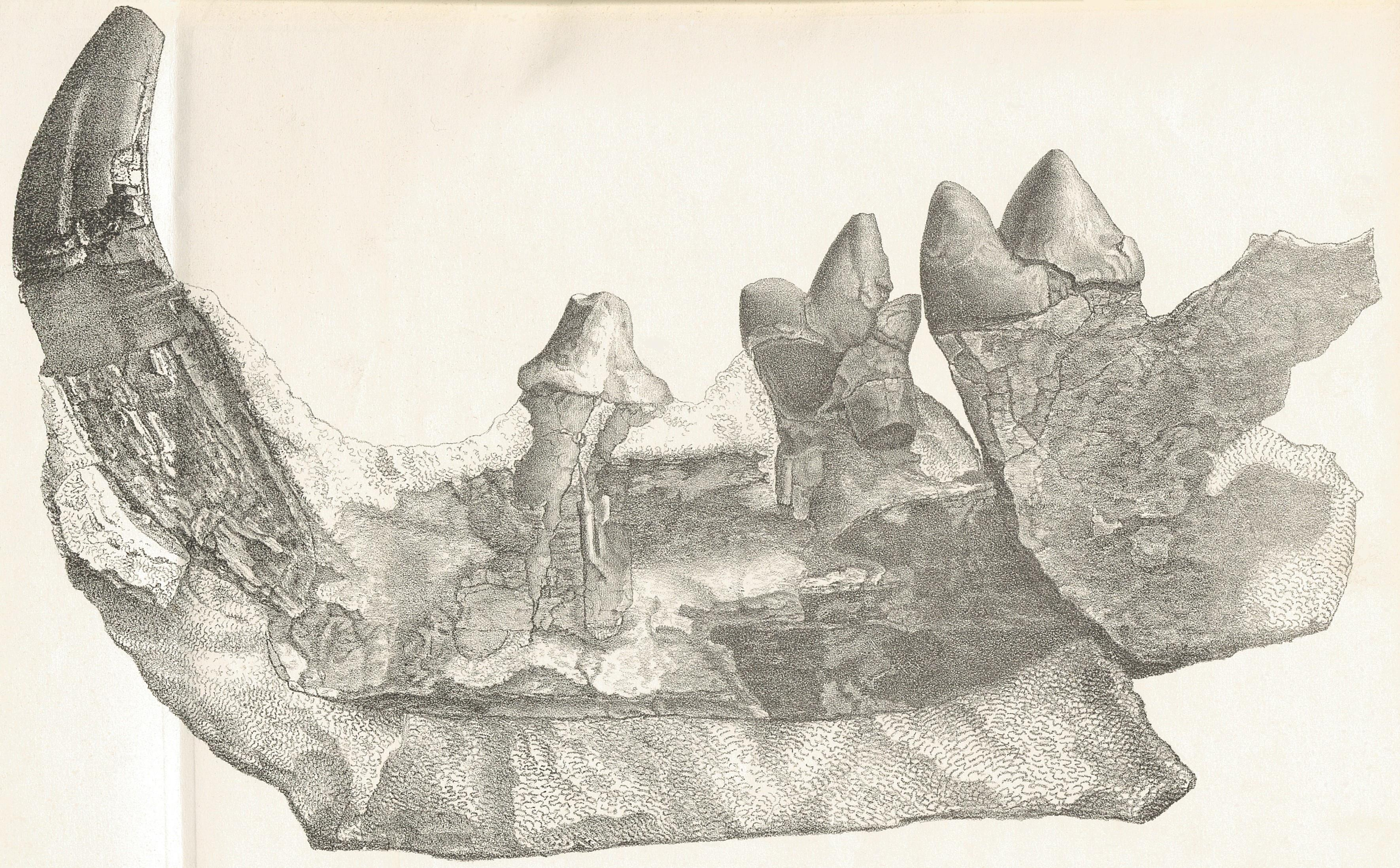

Les hyainailouridés sont caractérisées par des crânes allongés, des mâchoires assez minces, des corps généralement sveltes et une posture de plantigrades. Leur hauteur à l’épaule varie le plus souvent entre 0,30 et 1,40 mètre. Leur masse est dans une gamme de 5 à 15 kg ce qui équivaut à celle d'un chien de taille moyenne. Cependant certaines espèces paraissent avoir été beaucoup plus grosses, voire énormes, comme Simbakubwa kutokaafrika, une espèce du Miocène inférieur du Kenya, décrite en 2019, dont la taille était « au moins celle des plus grands lions [actuels] et peut-être plus grosse que celle d'un ours polaire [actuel] », avec une masse entre 280 et 1 500 kg,.
L'anatomie et les sutures de leurs crânes permettent de les distinguer de la famille des Hyaenodontidae au sein de laquelle ils étaient classés précédemment dans la sous-famille des Hyainailourinae. 
Leurs crânes montrent également qu'ils possédaient un sens de l'odorat particulièrement aigu, tandis que leurs dents indiquent une adaption au cisaillement plutôt qu'à l'écrasement.

## Paléobiologie
Une lignée d'hyainailouridés, la sous-famille des aptérodontinés, était spécialisée dans les habitudes aquatiques, semblables à celles de la loutre.

## Liste des genres
- † Akhnatenavus
- † Apterodon (syn. Dasyurodon)
- † Boualitomus
- † Buhakia
- † Exiguodon
- † Falcatodon
- † Francotherium
- † Hemipsalodon
- † Hyainailouros ou Hyainailurus
- † Isohyaenodon
- † Kerberos
- † Leakitherium
- † Koholia
- † Lahimia
- † Megistotherium
- † Metapterodon
- † Metasinopa
- † Parapterodon
- † Paroxyaena
- † Parvavorodon
- † Pterodon
- † Sectisodon
- † Sivapterodon
- † Simbakubwa